# Еней (гурт)
Еней — український біґ-біт-гурт кінця 1960-х — першої половини 1970-х років, що виконував власні твори та займався обробками народних пісень, експериментував у різних музичних жанрах. Зі складу колективу вийшло багато відомих згодом митців: Тарас Петриненко, Руслан Горобець, Кирило Стеценко, Геннадій Татарченко та ін.

## Історія
Створений наприкінці 1960-х років у Києві з учнів 9-го класу спеціальної музичної школи імені Миколи Лисенка. До першого складу гурту увійшли однокласники Кирило Стеценко (соло-гітара, скрипка, сопілка, вокал), Тарас Петриненко (вокал, клавішні), Ігор Шабловський (ритм-гітара, вокал, клавішні), Микола Кирилін (бас-гітара) та Олександр Блінов (ударні, ксилофон). В репертуарі були різні пісні — від радянських шлягерів до Бітлз. Спочатку грали на акомпанементі вокальним дівочим групкам, але зрештою перейшли до власних композицій і обробок народних пісень. Перший виступ «Енея» на телебаченні відбувся в березні 1970 року і протягом двох років їх запрошували туди досить часто. 1971 року всі музиканти вступили до консерваторії. Виступи на телебаченні сприяли неабиякій популярності колективу — сотні дівчат надсилали їм листи-освідчення.
Наприкінці 1971 року склад «Енею» зазнав змін — Петриненко та Блінов пішли працювати до нового гурту «Дзвони». В «Енеї» з'явилися Руслан Горобець та Костянтин Курко.
Через рік з посади ЦК КПУ усунули Петра Шелеста. Через принципову українськомовність на «Еней» почались гоніння. Їх звинуватили в «буржуазному націоналізмі», заборонили складати власні пісні та робити обробки народних, стерли всі їхні записи на радіо і телебаченні, і загнали гурт у підпілля, в якому він зміг проіснувати ще три роки. До того часу в гурті з'явились нові музиканти — Тарас Мельник, Євген Осадчий (бас-гітара), Володимир Давидов, Наталя Гура.
На початку 1975 року «Енеї» утворили зі «Дзвонами» новий ВІА «Візерунки шляхів», керівником якого став Володимир Ярликов, і записали на «Мелодії» платівку, яка містила й пісні з репертуару «Енея» — «Калина», «Марійка була». Того ж року «Візерунки шляхів» прийняли до «Укрконцерту», де вони під новою вивіскою «Гроно» проіснували ще рік. Музиканти «Енея» (востаннє вони збирались під цією назвою в 1977 році) пройшли через ВІА «Чарівні гітари», «Красные маки» і остаточно розлучилися в 1984 році.

## Жанр
Гурт розпочав зі своєрідних обробок фольку — українських народних пісень (зокрема — колядок у хоровому виконанні), а потім, після захоплення пізньою творчістю «Бітлз», взялися за аранжування творів Йоганна Баха і Арам а Хачатуряна, працювли в стилях блюз, гард-рок, поп-рок, артрок. Потім, у середині 1970-х, перейшли до експериментів із фанком, соулом, джаз-роком. Окрім цього джерелами творчості «Енея» були твори Едварда Гріга, рок-гуртів Deep Purple, Led Zeppelin, Chicago, угорська музика.

### Перший склад
- Стеценко Кирило — лідер-гітара, скрипка, сопілка, клавішні, губна гармошка, вокал
- Петриненко Тарас — вокал, клавішні
- Шабловський Ігор — ритм-гітара, бас-гітара, скрипка, вокал, клавішні
- Кирилін Микола — бас, вокал, контрабас, клавішні
- Блінов Олександр — барабани, ксилофон, клавішні, пантоміма, вокал
- Осадчий Євген — гітара
- Давидов Володимир — саксофон
- Гура Наталя — вокал

### Інші учасники гурту
- Горобець Руслан — клавішні, вокал, сопілка, композиція
- Татарченко Геннадій — гітара, клавішні, вокал
- Курко Костянтин — барабани
- Мельник Тарас — клавішні, композиція
- Валерій Михалюк (гітара)
- Сергій Вірозуб (гітара)
- Андрій Турковський
- Володимир Солдатенко
- Юрій Василевич (саксофон)
- Володимир Копоть (труба)
- Федір Крижанівський (тромбон)
- Інна Гордига (віолончель) та ін[2].

Багато з музикантів були випускниками Київської або Львівської музичних
десятирічок.

### Після розпаду
Руслан Горобець став музикантом акомпанувального гурту Алли Пугачової «Рецитал». Грав разом з Петриненком у «Красных маках». Робив аранжування для Пугачової, Кіркорова, писав пісні для Доліної, займав досить помітне місце в московському шоу-бізнесі.
Тарас Петриненко і Ігор Шабловський відродили гурт «Гроно»;
Нині Шабловський проживає у США.
Олександр Блінов став відомим музикантом, засновником і лідером ансамблю ударних інструментів «Парад віртуозів»; солістом-литавристом провідних симфонічних оркестрів України, доцентом НМАУ ім. Петра Чайковського й викладачем Київської музичної десятирічки.
Кирило Стеценко став професійним скрипалем, був лауреатом всесоюзного конкурсу, працював у Рівненській філармонії, коментатором на телебаченні. Заслужений артист України, доцент НМАУ імені Петра Чайковського, тепер заступник завідувача кафедри менеджменту, завідувач секції шоу-бізнесу, член Національної ради з питань культури і духовності при Президентові України, Комітету з присудження Національної премії України імені Т. Г. Шевченка, радник Міністра культури і туризму України). На початку 1990-х Кирило Стеценко опікувався дубненським хард-роковим гуртом «Еней» — дворазовим дипломантом «Червоної рути» та засновником власного рок-фестивалю «Тарас Бульба».
Микола Кирилін одружився з композиторкою Іриною Кириліною, пізніше став музикантом акомпанувального гурту «Рецитал» Алли Пугачової у Москві. Також працював директором у Леоніда Агутіна.
Валерій Михалюк став орґаністом, солістом Національного будинку орґанної і камерної музики.
Петро Пашков став джазовим піаністом і композитором.
Федір Крижанівський став кандидатом мистецтвознавства, тромбоністом оркестру Національної опери України.
Тарас Мельник — 1977 року на п'ятому курсі перед випускними іспитами Мельника виключили з консерваторії за «буржуазний націоналізм» та відправили на «виправні роботи» на завод, де він пропрацював два роки. Пізніше зміг закінчити консерваторію, але на аспірантуру вимушений був їхати до Московської консерваторії. Викладав у Київській консерваторії. 1989 року разом з Кирилом Стеценком та іншими товаришами зумів організувати та провести перший фестиваль україномовної музики «Червона Рута» у Чернівцях.